# Ван Ань
Ван Ань (кит. упр. 王安, пиньинь Wáng Ān, англ. An Wang, встречается транскрипция Эн Ванг; 7 февраля 1920 года — 24 марта 1990 года) — инженер по вычислительной технике и изобретатель, основатель компьютерной компании Wang Laboratories. Американец китайского происхождения.

## Ранние годы жизни и начало карьеры
Ван Ань родился в городке Юйшань (уезд Куньшань, округ Сучжоу), что недалеко от Шанхая. Его отец преподавал английский язык в начальной школе, а мать Дзень Вань Ван (в девичестве - Цзянь) была домохозяйкой. Детство провёл в Куньшане. Учился сначала в Куньшаньской начальной школе, затем в Куньшаньской средней школе, а в 1933 году был принят в провинциальную среднюю школу провинции Цзянсу в Шанхае. В 1936 году поступил на факультет электротехники Шанхайского университета транспорта и коммуникаций, заняв первое место на вступительном экзамене. В 1940 году окончил университет с дипломом по электротехнике. Эмигрировал в США в июне 1945 года для поступления в магистратуру Гарвардского университета, где получил степень Ph.D. по физике в 1948 году. После этого остался работать в Гарварде с Говардом Эйкеном над проектом Mark IV, первым полностью электронным компьютером Эйкена. Ван изобрёл устройство для импульсного управления совместно со школьным товарищем Во Вайдуном, который заболел до получения патента. Новое устройство выполняло операцию запись-после-чтения, что позволило создать память на магнитных сердечниках. В 1951 году университет снизил финансовую поддержку компьютерных разработок, что подтолкнуло Ван Аня к уходу.
В июне 1951 года Ван основал индивидуальное предприятие Wang Laboratories. Первые годы были бесприбыльными и Ван раздобыл 50 000 долларов оборотных средств, продав одну треть компании производителю телескопов Warner & Swasey Company (англ.). В 1955 году, после получения патента на память на магнитных сердечниках, Ван продал его компании IBM за 500 000 долларов и акционировал Wang Laboratories совместно с Чу Гэяо, ещё одним одноклассником. Компания росла медленно и в 1964 году объём продаж достиг 1 000 000 долларов. Ван начал производить различные модели настольных электронных калькуляторов с цифровыми дисплеями, включая центральный калькулятор с подключаемыми к нему удалёнными терминалами. В 1970 году продажи компании достигли 27 млн долларов, а штат составлял 1400 сотрудников. В 1976 году компания начала производить компьютеры для обработки текста, созданные на основе Wang 2200, одного из первых настольных компьютеров с большим ЭЛТ-монитором.
Вдобавок к производству калькуляторов и компьютеров для обработки текстов компания Вана в начале 1970-х расширила производство и стала выпускать мини-компьютеры. Мини-компьютер Wang VS поддерживал одновременную работу множества пользователей и был похож на IBM System/360, в частности имел совместимую систему команд. Штаб-квартира Wang Laboratories, штат которой к 1989 году составлял уже более 30 000 человек, располагалась в Тьюксбери, а затем в Лоуэлле. Когда Ван решил отойти от управления компанией в 1986 году, он настоял на передаче управления своему сыну, Фреду Вану. Компания начала нести убытки и Ван Ань был вынужден в конце концов уволить своего сына в 1989 году.

## Поздние годы
Ван Ань также основал в 1979 году Институт послевузовского образования Вана (Wang Institute of Graduate Studies) расположенный в Тингсборо (англ.), который предлагает выпускникам программу обучения в области проектирования и разработки программного обеспечения. Он делал существенные пожертвования этой организации, включая доход от продажи его автобиографической книги «Уроки». Несмотря на это желающих обучаться было мало и в 1987 году Ван решил прекратить финансовую поддержку института и передал право собственности Бостонскому университету.
Ван также сделал важный вклад в дело реконструкции бостонского архитектурного памятника, который потом был назван Metropolitan Theatre. В 1983 году его переименовали в The Wang Theatre, а Metropolitan Center стал известен как Wang Center for the Performing Arts.
После смерти от карциномы в 1990 году Ван Ань оставил впечатляющее техническое и филантропическое наследие. В 1988 году он был принят в Национальный зал славы изобретателей.
Он и его вторая жена Лоррейн жили в Линкольне (англ.). Лоррейн Ван умерла 1 марта 2016 года. У них трое детей:
- Фредерик Ван, старший сын
- Кортни С. Ван, младший сын, управляет региональным интернет-провайдером «OnLine Today» в Далласе
- дочь Джулиет Ван, работник скорой помощи.

### Патенты
- U.S. Patent 2 708 722 Устройство для импульсного управления, заявка подана в октябре 1949 года, выдан в мае 1955 года.
- U.S. Patent 3 402 285 Счётное устройство (использующее логарифмы для вычислений), заявка — сентябрь 1964 года, выдан — сентябрь 1968 года.
- U.S. Patent 4 145 739 Распределённая система обработки данных, заявка — 20 июня 1977 года, выдан — 20 марта 1979 года.
- U.S. Patent 4 294 550 Идеографическая пишущая машинка. 13 октября 1981 года.
- U.S. Patent 4 297 042 Спиралевидная печатающая головка. 27 октября 1981 года.
- U.S. Patent 4 386 864 Selective paper insertion and feeding means for individual sheet printing apparatus. June 7, 1983
- U.S. Patent 4 489 419 Система передачи данных. Декабрь 1984 года.
- U.S. Patent 4 508 463 Матричный принтер высокой плотности. 2 апреля 1985 года.
- U.S. Patent 4 514 063 Устройство позиционирования сканируемых документов. 30 апреля 1985 года.
- U.S. Patent 4 587 633 Management communication terminal system. May 6, 1986
- U.S. Patent 4 595 921 Method of polling to ascertain service needs. June 17, 1986
- U.S. Patent 4 638 118 Writing pad. January 20, 1987
- U.S. Patent 4 712 795 Игровая (теннисная) ракетка. December 15, 1987
- U.S. Patent 5 129 061 Composite document accessing and processing terminal with graphic and text data buffers. July 7, 1992
- U.S. Patent 5 334 976 Keyboard with finger-actuable and stylus-actuable keys. August 2, 1994